# Valkeajärvi (sjö i Keuru, Mellersta Finland)
Valkeajärvi är en sjö i kommunen Keuru i landskapet Mellersta Finland i Finland. Sjön ligger 144,9 meter över havet. Arean är 77 hektar och strandlinjen är 4,72 kilometer lång. Sjön  ingår i Kumo älvs huvudavrinningsområde.   Den ligger omkring 73 kilometer väster om Jyväskylä och omkring 250 kilometer norr om Helsingfors. 